# ۱۲۳ (پیش از میلاد)
۱۲۳ (پیش از میلاد) ۱۲۳مین سال قبل از تقویم میلادی است.